# Patrick Moore
Alfred Patrick Caldwell Moore (Pinner, Middlesex, Inglaterra, 4 de marzo de 1923-9 de diciembre de 2012), conocido como Patrick Moore, fue un astrónomo amateur inglés que alcanzó una alta posición en la astronomía como escritor, investigador, divulgador y presentador de televisión de la materia, y logró que aumentara el interés del público general británico por la astronomía.
Fue autor de unos setenta libros sobre astronomía, presentador de la popular serie de la BBC The Sky at Night y una figura conocida de la televisión británica, presentando, por ejemplo, el programa televisivo GamesMaster. Tuvo fama de excéntrico, por su peculiar forma de hablar, su monóculo de marca registrada y su pasión por el xilófono.

## Biografía
Patrick Moore nació en Pinner, Middlesex, Inglaterra, y a una edad muy temprana se trasladó a Sussex, donde creció. Su juventud estuvo marcada por su frágil salud, y fue educado en su propia casa. Influenciado por su madre, demostró un desmesurado interés por la astronomía que continuó durante los años posteriores y le ayudó a convertirse en una personalidad famosa y célebre.
Durante la Segunda Guerra Mundial, Patrick ejerció de navegante entre 1940 y 1945 en la Royal Air Force Bomber Command, alcanzando el rango de Teniente de Vuelo. La guerra tuvo una influencia significativa en su vida: su único romance conocido acabó cuando su prometida, que trabajaba como enfermera, murió a causa de una bomba que cayó sobre la ambulancia en la que se hallaba. Cuando se le preguntó por qué nunca se casó después de aquello, contestó: "una segunda vez no es buena para mí".
Después de la guerra, Sir Patrick construyó un telescopio reflector casero en su jardín y comenzó a observar la Luna. Este hecho le fascinó y en la actualidad es reconocido como especialista en observación lunar, siendo uno de sus principales temas el estudio de la cara oculta de la Luna, que es visible en ciertas ocasiones debido a un proceso conocido como libración lunar. También fue uno de los primeros observadores de los fenómenos lunares transitorios; brillos cortos en pequeñas áreas de la superficie lunar.
Durante el programa Apolo, fue uno de los presentadores principales de la BBC sobre los viajes lunares, cuyas grabaciones borró la BBC durante la década de 1970, cuando se creía que materiales tan viejos apenas poseían valor alguno y que se ahorrarían el gasto en almacenamiento.
En 1965, Patrick fue nombrado director del recién construido Armagh Planetarium, puesto que mantuvo hasta 1968.

## Royal Astronomical Society
En 1945 fue miembro de la Royal Astronomical Society, además fue expresidente de la British Astronomical Association, además fue cofundador y expresidente de la Society for Popular Astronomy. 

## Política
Durante gran parte de los años 1970, fue el presidente del partido minoritario United Country Party. Sostuvo su posición hasta que el partido fue absorbido por el New Britain Party en 1980. Fue miembro prominente del United Kingdom Independence Party. También se opuso firmemente a la caza de zorros y a todos los deportes sangrientos. De hecho, P. Moore fue amante de los animales, siendo una activista de la protección de los animales. Tuvo una afinidad particular hacia los gatos, y tuvo dos: Jeannie y Ptolemy.

## Catálogo Caldwell
Recopiló además el catálogo Caldwell de objetos astronómicos, un catálogo astronómico de 109 de los más brillantes cúmulos estelares, nebulosas y galaxias para ser observados por astrónomos aficionados, en este catálogo destacan los cúmulos y Pléyades del sur por ser los más brillantes y visibles sin necesidad de telescopio (m.a. menor a 6).

## The Sky at Night
A las 22:30 del 26 de abril de 1957, en un hecho que fue el punto de referencia de su carrera, Moore presentó su primer episodio de The Sky at Night, un programa de televisión mensual de la BBC para aficionados a la astronomía. 
Desde entonces, apareció allí cada mes (a excepción del mes de julio del 2004, cuando sufrió una intoxicación alimentaria causada por comer un huevo de ganso contaminado), convirtiéndolo en el presentador de televisión que más ha durado, siendo una persona reconocida de la televisión británica. 
Desde 2004, el programa se presentó más a menudo desde la casa de Patrick que desde los estudios de la BBC, a causa de los problemas de movilidad de su artritis.
En enero de 2006 sacó a la venta en Internet el DVD de su biografía: The Astronomical Patrick Moore.

### Otros intereses y cultura popular
Aparte de The Sky at Night, muchos otros programas de otras cadenas de televisión y de radio contaron con la presencia de P. Moore, incluyendo seis años (de 1992 a 1998) con el papel de GamesMaster en el programa homónimo, un personaje que afirmaba saber todo. 
También apareció en bastantes autoparodias y en varios episodios de The Goodies. Se le pudo escuchar en un papel de menor importancia durante el cuarto ciclo de La guía del autoestopista galáctico. 
En un episodio de Doctor Who se menciona a Patrick Moore, en una conversación entre el Doctor y Rose, y en el primer episodio de la quinta temporada hace un cameo como el mismo entre los «chicos grandes» de la tecnología espacial.

## Literatura
Escribió más de 70 libros, la mayor parte de realidad tratada con temas astronómicos, y varias novelas de ciencia ficción. También, dos operetas, una de ellas titulada Galileo: The True Story.
Sus primeras novelas trataron sobre los primeros viajes al planeta Marte, seguidas en 1977 por el comienzo de la serie Scott Saunders Space Adventure, dirigida principalmente a un público menor, la cual llegó a seis novelas finalmente.

## Reconocimientos
En 2001, Moore obtuvo la Honorary Fellow of the Royal Society. Asimismo, ganó un BAFTA por sus servicios en la televisión británica.
El 7 de marzo de 2006 se informó que había sido hospitalizado por problemas de corazón, y dos días después se le implantó un marcapasos electrónico.
En 1982, el asteroide (2602) Moore fue nombrado en su honor. 